# ASLIB Proceedings
ASLIB Proceedings is een internationaal, aan collegiale toetsing onderworpen wetenschappelijk tijdschrift op het gebied van de informatiesystemen. De naam wordt in literatuurverwijzingen meestal afgekort tot ASLIB Proc. Het wordt uitgegeven door de Association for Information Management (ASLIB) en verschijnt maandelijks.